# パレットごうつ
江津ひと・まちプラザ パレットごうつ（ごうつひと・まちプラザ パレットごうつ）は、島根県江津市江津町にある複合公共施設。

## 概要
江津駅前の再開発事業の一環として駅前の商業施設跡地に整備された。2016年8月1日にオープンした。総事業費は約18億5千万円。
市民交流センター機能・総合福祉センター機能・子育て支援機能・観光案内機能を有する複合公共施設で、駅前立地という利便性を生かし様々な年代が必要な施設を気軽に利用できる「ひととまちの交流施設」を目指している。

## 施設

### 1階

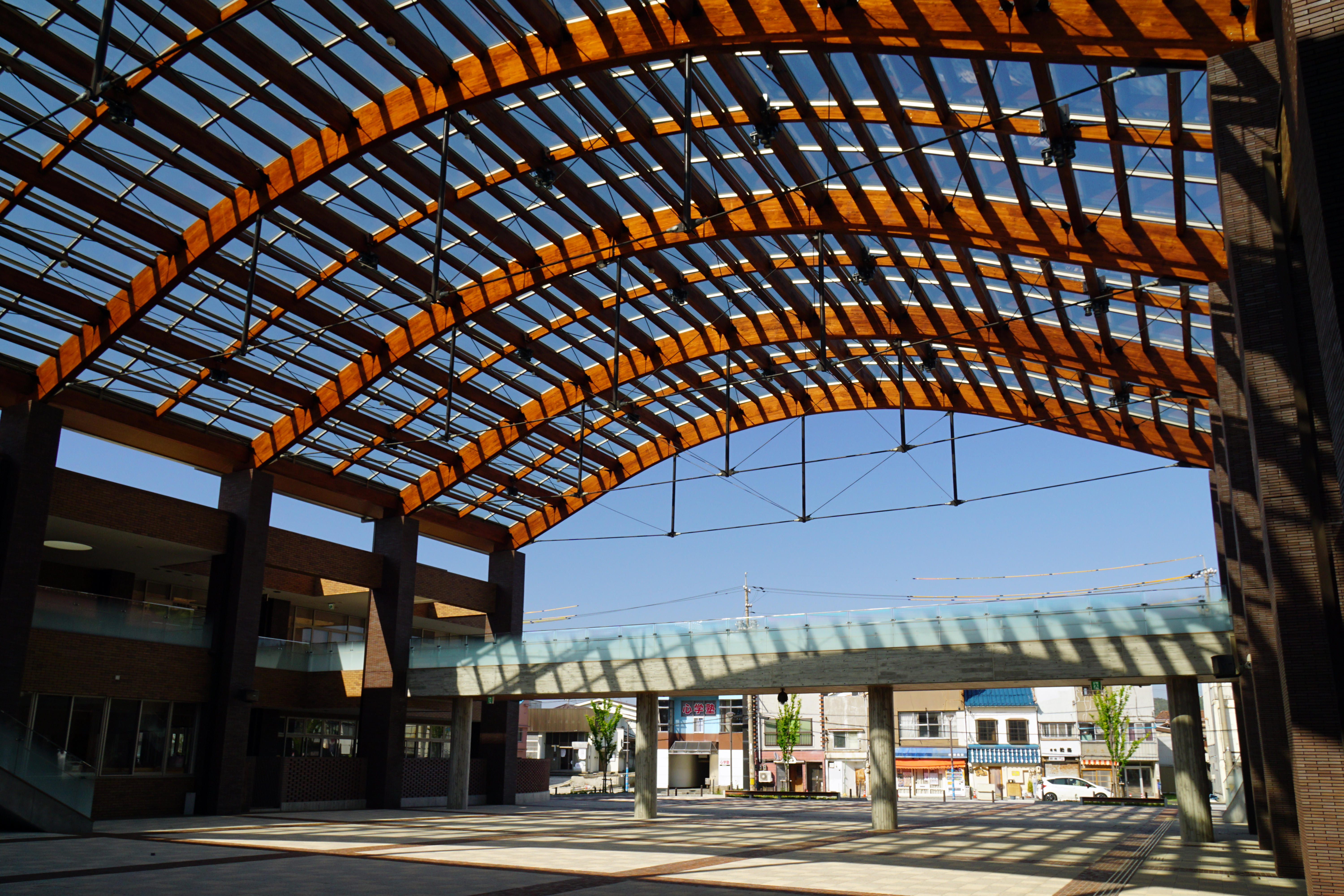
交流広場（屋外）

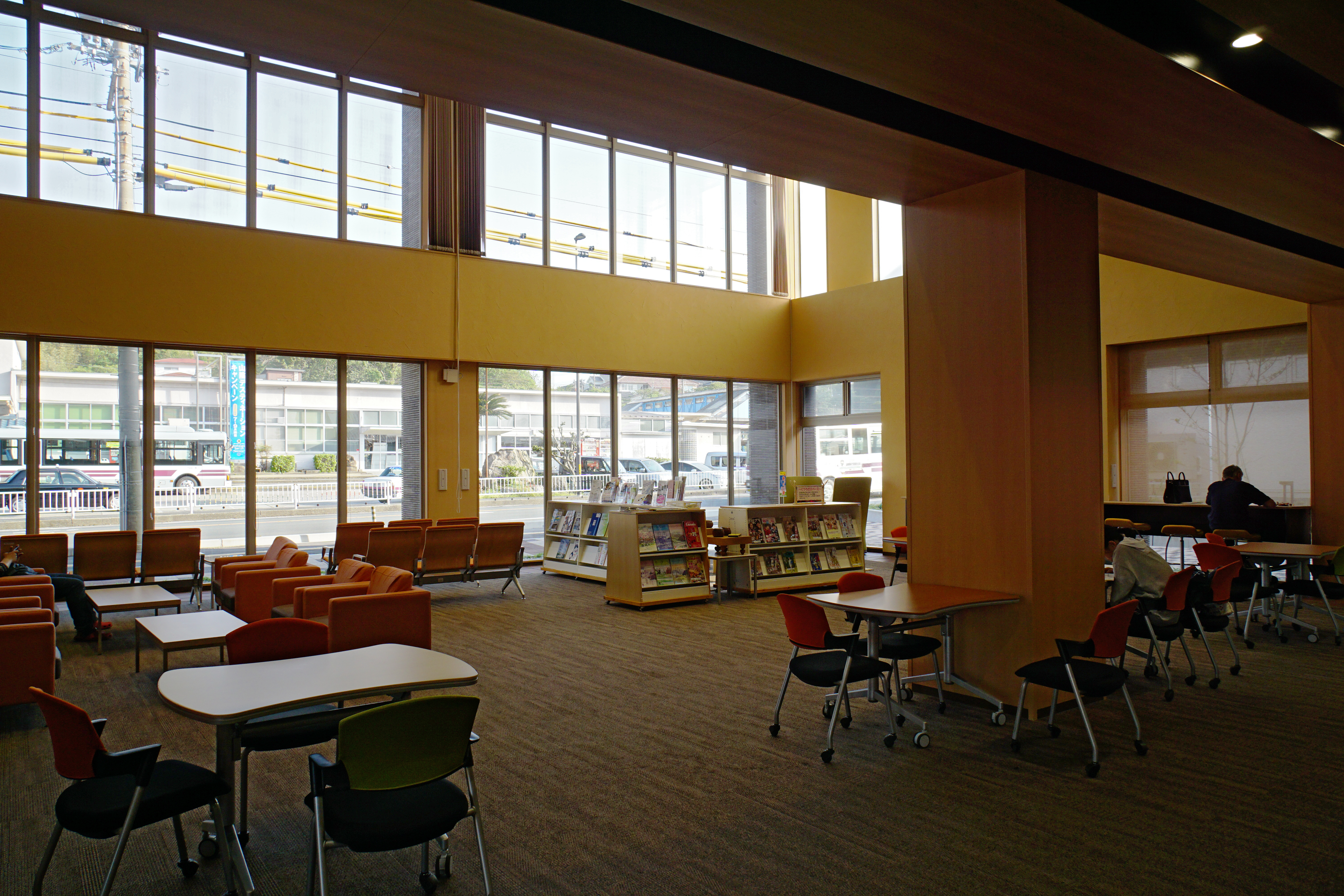
交流広場（屋内）

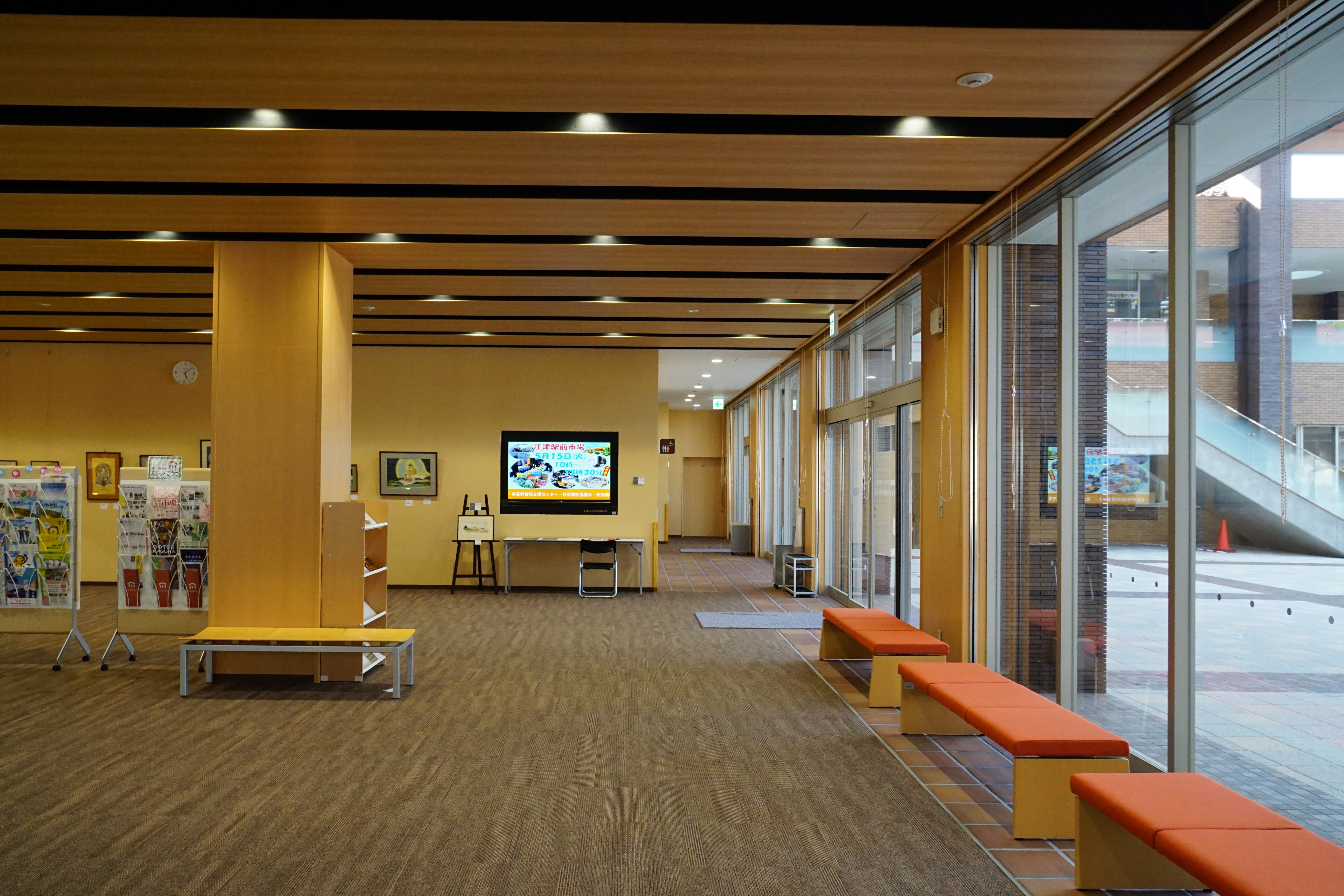
江津市観光情報センター入口

- 交流広場
- 管理事務所
- スタジオ
- キッチンスタジオ
- 江津市子育てサポートセンター
- 江津市観光情報センター

### 2階
- ホール（定員：200名）
- 会議研修室1、2、3
- 市民団体活動室1、2
- ギャラリー
- ワークステーション江津  - 市と島根労働局が共同で設置した求職支援施設。
- 江津市社会福祉協議会
- 障がい児・者基幹相談支援センター

## アクセス
- JR江津駅下車して徒歩1分。

## 周辺
- 江津駅
- 江津郵便局
- 山陰合同銀行 江津支店
- スーパーホテル江津駅前
- 江津市役所
- 江津市総合市民センター (ミルキーウェイホール)